# Медічі (телесеріал)
"Медічі: Повелителі Флоренції","Величні Медічі" (італ. I Medici, англ. Medici) — італійсько-британський драматичний телесеріал про династію Медічі, яка існувала декілька століть. Дія серіалу розгортається в XV столітті.
На екрани телесеріал вийшов 18 жовтня 2016 року в Італії під назвою "Медічі: Повелителі Флоренції", і ще до прем’єри першого сезону, був подовжений на другий, прем’єра якого відбулася 23 жовтня 2018 року вже під іншою назвою - «Величні Медічі» . Згодом серіал було продовжено і на 3 сезон.
Кожен сезон складається з 8 серій.

## Сюжет
Серіал розповідає історію становлення сімейства Медічі — впливової італійської родини, представники якої, почавши як звичайні лихварі, згодом сколотили достатні статки для створення потужного банківського підприємства, що відкрила їм нові можливості.
Сюжет починається з 1429 року у незалежній республіці Флоренція (Північна Італія).  Завдяки вигідному договору, укладеному з папством близько двадцяти років тому, Джованні ді Медічі, нинішньому главі сімейства, вдалося перетворити сімейний банк в потужну економічну силу, яка зробила його одним з найвпливовіших людей країни. Проте незабаром Джованні раптово помирає, залишивши після себе величезні статки, яке переходить до його синів Козімо та Лоренцо. Відтепер братам Медічі потрібно не тільки продовжити успішну сімейну справу, але й спробувати з'ясувати, хто ж насправді стоїть за таємничою смертю батька.

## Серії

### 1 Сезон
1 серія - «Першородний гріх» «Il Peccato Originale»
2 серія - «Купол і дім»  «La Cupola e la Dimora»
3 серія - «Мор» «La Peste»
4 серія - «Судний день» «Il Giorno del Giudizio»
5 серія - «Спокуса» «La Tentazione»
6 серія - «Домінування» «Predominio»
7 серія - «Чистилище» «Purgatorio»
8 серія - «Богоявлення» «Epifania»

### 2 Сезон
1 серія - «Старі рахунки» «Vecchi rancori»
2 серія - «Один проти всіх» «Un uomo solo»
3 серія - «Препони і можливості» «Ostacoli e opportunità»
4 серія - «Кров за кров» «Il prezzo del sangue»
5 серія - «Узи» «Legàmi»
6 серія - «Союз» «Alleanza»
7 серія - «Зрада» «Tradimento»
8 серія - «Месса» «Consacrazione»

### 3 Сезон
1 серія - «Виживання» «Sopravvivenza»
2 серія - «Десять» «I Dieci»
3 серія - «Довіра» «Fiducia»
4 серія - «Невинний» «Innocenti»
5 серія - «Св'ятий пристол» «La Santa Sede»
6 серія -«Незначна людина» «Un uomo senza importanza»
7 серія -«Загублені душі» «Anime perdute»
8 серія - «Доля міста» «Il destino della città»

## У ролях

### Актори (1 сезон)
- Річард Медден — Козімо Медічі, голова сім’ї Медічі після смерті свого батька Джованні
- Стюарт Мартін — Лоренцо Медічі, молодший брат Козімо
- Дастін Гоффман — Джованні ді Біччі Медічі, батько Козімо і Лоренцо
- Аннабель Шолі — Контессіна де Барді, дружина Козімо
- Гвідо Капріно — Марко Бело, друг і довірений союзник Козімо, також з'являється у 2 сезоні у ретроспективних сценах.
- Алессандро Спердуті — П'єро Медічі, син Козімо
- Кен Боунс — Уго Бенчіні, керуючий банком Медічі
- Лекс Шрапнел — Рінальдо дельї Альбіцці, ворог Козімо
- Валентіна Черві — Алессандра Альбіцці, дружина Рінальдо
- Еудженіо Франческіні — Орманно Альбіцці, син Рінальдо та Алессандри
- Даніель Кальтаджіроне — Андреа Де Пацці, могутній член сеньйорії
- Валентина Беллі — Лукреція Торнабуоні, дружина П’єро
- Алессандро Преціозі — Філіппо Брунеллескі
- Сара Фельбербаум — Мадалена, коханка Козімо у Венеції та Флоренції
- Міріам Леоне — Б’янка, коханка Козімо в Римі
- Тетяна Айнез Нардон — Емілія, служниця Контессіни
- Майкл Шермі — Ріккардо, простий житель Флоренції, вірний Козімо
- Браян Кокс — Бернардо Гуаданьї, Гонфалоньєр Синьйорії
- Девід Бредлей — граф Барді, батько Контессіни

### Актори (2-3 сезони)
- Деніел Шарман — Лоренцо Медічі, голова сім’ї Медічі після смерті свого батька П'єро[2]
  - Сем Тейлор Бак — молодий Лоренцо (2 сезон)
- Бредлі Джеймс — Джуліано Медічі, молодший брат Лоренцо (2-3 сезони)
- Сара Періш — Лукреція Торнабуоні, мати Лоренцо
- Сіннов Карлсен — Кларіче Орсіні чи Кларіче де Медічі, дружина Лоренцо
- Алессандра Мастронарді — Лукреція Донаті, коханка Лоренцо (2 сезон), колишня кохана (3 сезон)
- Джуліан Сендс — П'єро Медічі, батько Лоренцо
- Шон Бін — Якопо Пацці, ворог і суперник Лоренцо (2 сезон)
- Маттео Мартарі — Франческо Пацці, племінник Якопо (2 сезон)
  - Нікколо Алаймо — молодий Франческо (2 сезон)
- Аврора Руффіно — Б'янка Медічі, сестра Лоренцо (2-3 сезони)
- Матильда Лутц — Симонетта Веспуччі, коханка Джуліано (2 сезон)
- Філіппо Нігро — Лука Содеріні, союзник Лоренцо (2 сезон)
- Аннабель Шолі — Контессіна де Барді (2 сезон)
- Рауль Бова (2 сезон) та Джон Лінч (3 сезон) — папа Сікст IV
- Луїс Партрідж — П'єро Медічі, старший син Лоренцо і Кларіче (3 сезон)
  - Хьюї Хамер — молодий П'єро (3 сезон)
- Андрей Клод — Федеріко да Монтефельтро (2 сезон)
- Вільям Франклін-Міллер — Джованні Медічі, другий син Лоренцо і Кларіче (3 сезон)
  - Ніко Дельпіано — молодий Джованні (3 сезон)
- Джейкоб Дадман — Джуліо ді Джуліано де Медічі, позашлюбний син Джуліано й Фіоретти, прийомний син Лоренцо і Кларіче (3 сезон)
  - Зуккі ДеАбайтуа — молодий Джуліо (3 сезон)
- Грейс Мей О’Лірі — Мадалена Медічі, єдина дочка Лоренцо і Кларіче (3 сезон)
- Франческо Монтанарі — Джіроламо Савонарола (3 сезон)
- Джонні Харріс — Бруно Бернарді (3 сезон)
- Себастіан Де Соуза — Сандро Боттічеллі, друг і художник Лоренцо (2-3 сезони)
- Каллум Блейк — Карло Медічі, дядько Лоренцо, який жив у Римі
- Джек Рот — Джироламо Ріаріо, племінник папи Сікста IV (3 сезон)
  - Маріус Бізау — молодий Джироламо (2 сезон)
- Тобі Регбо — Томмазо Перуцці (3 сезон)
- Роуз Вільямс — Катерина Сфорца, дружина Джироламо Ріаріо (3 сезон)
- К'яра Баскетті — Фіоретта Горіні, колишня коханка Джуліано і покійна мати Джуліо (3 сезон)

## Виробництво
Серіал створено спільно із Френком Спотніц («Цілком таємно» і «Людина у високому замку») та Ніколасом Мейером («Зоряний шлях 2: Гнів Хана»). Режисером восьми серій першого сезону виступив Серджо Міміка-Геззан («Стовпи землі»).
Попри те, що дія серіалу відбувається в Італії, всі актори, в тому числі і італійські, говорять англійською.

## Місця фільмування
Лаціо
- Замок Орсіні-Одескалькі, Браччано[3]
- Вілла Фарнезе, Капрарола[4]
- Вітербо
- Замок Рота, Тольфа[5]
- Вілла Адріана
- Замок Санта-Севера, Санта-Маринелла[6]
- Пантеон

Тоскана
- Флоренція
- П'єнца